# 鎮西寿々歌
鎮西 寿々歌（ちんぜい すずか、1998年〈平成10年〉11月24日 - ）は、日本のアイドル、タレント、女優、YouTuber、ファッションモデル。女性アイドルグループであるFRUITS ZIPPERのメンバーであり、『ViVi』の専属モデルである。愛称は、おすず、寿々(すず)、鎮西、たらすず、ちんぜー、スーちゃん、タラスズ。仲川瑠夏はじめとして、櫻井優衣や真中まなは鎮西のことを「ちんさん」「おちん」と呼ぶ。
兵庫県西宮市出身。アソビシステム所属。NHK教育→NHK Eテレ『天才てれびくんMAX』・『大!天才てれびくん』てれび戦士（出演期間 2009年度 - 2012年度）として知られている。

## 略歴
- ESSEアカデミーに入校、関西地方で活動する。
- 2009年3月30日から『天才てれびくんMAX/大!天才てれびくん』（NHK教育）でてれび戦士として出演。
- 2010年9月頃より、所属事務所のオフィシャルブログに記事を書くようになる。
- 2013年3月28日、『大!天才てれびくん』（NHK Eテレ）のてれび戦士を卒業した。在任期間は4年間。
- 2013年11月から2016年8月まで放送の『コヤブガチピン写真館』（CSフジテレビ・フジテレビONE）で小籔千豊とともにMCをつとめる。
- 2016年1月から『大阪環状線 ひと駅ごとの愛物語』（関西テレビ放送）で民放地上波連続ドラマ初出演[6]。
- 2017年5月、たむらプロへの移籍を発表。また大学進学を機に出身地の兵庫県を離れ、芸能活動の拠点を関東地方に移した[7]。
- 2018年4月8日から『ニャンちゅう!宇宙!放送チュー!』（NHK Eテレ）の12代目おねえさんに就任[8]。2022年4月で出演5年目となり、ニャンちゅうシリーズのおねえさんとしては出演期間が歴代最長となった。
- 2019年8月、オムニバス映画『青春カレイドスコープ』の「夏色マフラー」で映画初出演・初主演[9][10][11]。
- 2020年11月、YouTubeチャンネル「おすずのあいまいにぃ〜」を開設。
- 2022年2月22日、アソビシステムに移籍[5]、同時にアイドルグループFRUITS ZIPPERへの加入を発表[12]。
- 2023年3月19日、『ニャンちゅう!宇宙!放送チュー!』（NHK Eテレ）のおねえさんを卒業した。在任期間は5年間[13][14]。
- 2023年4月8日から『沼にハマってきいてみた』（NHK Eテレ）でハマったさんレポーターとしてレギュラー出演。
- 2025年7月23日発売の『ViVi』9月号より同誌専属モデルに就任[3]。

## 人物
名前の「寿々歌」は両親が競走馬「サイレンススズカ」のファンであったことに加え、誕生時の産声がめでたい歌のように聴こえたことに由来している。
特技はヒップホップやJAZZなどのダンスの他に、ウクレレ、一発ギャグ創造、食べ物を美味しそうに食べることがあげられている。
趣味は作詞と作曲を行なったウクレレ日記、瞑想、地図を見ること、読書、神社巡り、一眼レフで写真を撮る、引き寄せなどあげている。

## 出演

### バラエティ
- 天才てれびくんMAX/大!天才てれびくん（2009年3月30日 - 2013年3月28日、NHK教育→NHK Eテレ） - てれび戦士
- コヤブガチピン写真館（2013年11月 - 2016年8月、フジテレビONE） - MC[18][19]
- ニャンちゅう!宇宙!放送チュー!（2018年4月8日 - 2023年3月26日、NHK Eテレ） - 12代目おねえさん・タラスズ 役[8][20]
- 沼にハマってきいてみた（2023年4月8日 - 2025年3月18日、NHK Eテレ） - ハマったさんレポーター
- ラヴィット!（2025年3月17日 - 、TBSテレビ）- 不定期出演

### テレビドラマ
- 銀二貫 最終回（2014年、NHK総合） - 井川屋女衆 役[21]
- 大阪環状線 ひと駅ごとの愛物語シリーズ（関西テレビ） - 日向子 役
  - 大阪環状線 ひと駅ごとの愛物語 Part1 第1話 - 第6話・第9話 - 第10話（主演回）（2016年1月13日 - 2月17日・3月9日 - 16日）[22][23]
  - 大阪環状線 ひと駅ごとの愛物語 Part2 第9話「撮り鉄19駅を巡る恋」（2017年3月15日）[24]
  - 大阪環状線 Part4 ひと駅ごとのスマイル 第9話・最終話「差出人のない手紙」前後編（2018年12月22日）
- 喧騒の街、静かな海（2016年、NHK総合）[25]
- べっぴんさん 第113話・第115話・第151話（2017年2月16日・2月18日・4月1日 、NHK総合） - たみ子 役[26]
- 天才てれびくんhello,（2021年6月8日・9日、NHK Eテレ）- 成島悠介の部屋にやって来た女性 役
- Link!（2023年10月7日)- 、CBCテレビ） - 主演・大石奈菜 役[27]

### その他のテレビ番組
- ウルトラ怪獣散歩 パイロット版「ウルトラマンで科学する!」紹介コーナー（2014年、フジテレビONE） - レポーター[28][29]
- 歴史秘話ヒストリア（NHK総合）
  - 妖怪と神さまの不思議な世界 〜遠野物語をめぐる心の旅〜（2014年10月29日） - いね子 役[30][18]
  - 偉大なる父・信玄よ!〜若きプリンス 武田勝頼の愛と苦悩〜（2016年2月3日） - 北条夫人 役[31]
  - 戦国一のワル？山形・最上兄妹の素顔（2016年11月18日） - 駒姫 役[32]
  - 戦国ぽっちゃり男子の愛と誠〜浅井長政の実像〜（2017年10月6日） - お市 役[33]
- 旅するためのドイツ語（2021年9月27日 - 、NHK Eテレ） - ドイツ語チャレンジャー 生徒役[34]
- 趣味どきっ!「歌って味わう！昭和レトロポップス」（2023年8月、NHK Eテレ）[35]

### ラジオドラマ
- 父が還る日（2017年2月4日、NHK-FM） - 桃花 役[36]

### 舞台
- Patch stage vol.8 浮世戯言歌劇『磯部磯兵衛物語〜浮世はつらいよ〜 高尾山地獄修業編』（2016年4月、ABCホール）- 団子屋の看板娘 役[37][38]
- Patch stage vol.9 浮世戯言歌劇『磯部磯兵衛物語〜浮世はつらいよ〜 天晴版』（2016年10月、ABCホール）- 団子屋の看板娘 役[39]
- ミュージカル『マリーゴールド』（2018年8月 - 9月、東京・サンシャイン劇場 / 大阪・梅田芸術劇場 シアター・ドラマシティ）[40]
- 湘南美容クリニック presents ミュージカル「クリスマスキャロル2019」（2019年12月11日 - 15日、東京・東京キネマ倶楽部 / 12月24日 - 25日、大阪・味園ユニバース） - パティ 役
- 天才てれびくん the STAGE〜てれび戦士REBORN〜（2020年1月23日 - 26日、ヒューリックホール東京 / 2月1日 - 2日、COOL JAPAN PARK OSAKA WWホール） - 鎮西寿々歌 役[41]
- 梅棒 11th STAGE『ラヴ・ミー・ドゥー!!』（2021年2月19日 - 28日、サンシャイン劇場 /  3月6日 - 7日、ウインクあいち / 3月11日 - 14日、COOL JAPAN PARK OSAKA TTホール）[42]

### 映画
- 青春カレイドスコープ「夏色のマフラー」（2019年、らんくう） - 花岡美咲 役[43]
- 青の生徒会 参る! season1 花咲く男子たちのかげに（2020年） - 吉村真衣 役[44]

### CM

#### テレビCM
- ソフトバンク「ソフトバンクモバイル 4G LTE」
  - 「方言リレー」篇（2013年）
- ABCラジオ「+Radio」（2014年）
- 赤城乳業「旨ミルク」「旨ミルクコーン」（2014年 - 2015年）[45][46]
- 関塾（2016年 - 2017年）[46]
- LINE「Clova Friends」
  - 「デートの約束」篇（2017年 - 2018年）[47]

#### WEB CM
- KDDI「au」
  - 【対決】女子高生 vs 大阪のヒョウ（2015年）[48]
- ロート製薬「メンソレータム アクネス」
  - 恋せよ、ニキ美女子。〜4つの恋の物語〜（2016年）[49]
- 花王「ビオレ 冷シリーズ」
  - 冷ドラ「その熱を解き放て」（2022年） - 敦子 役[50]

### イベント
- 天保山ピースフル!LIVE（2011年、天保山マーケットプレイス） - ゲストMC[51][52]
- 新春アイドル横丁まつり2013（2013年、渋谷公会堂） - MC[53]
- 黒川とアイドルvol.3（2015年、大阪道頓堀角座） - ゲスト[54]
- 清竜人ハーレムフェスタ2019 10th ANNIVERSARY ＆ 30th BIRTHDAY（2019年、新木場STUDIO COAST）

### ファッションショー
- GirlsAward
  - Rakuten GirlsAward 2019 AUTUMN/WINTER（2019年9月、幕張メッセ）[55]
  - Rakuten GirlsAward 2024 SPRING/SUMMER（2024年5月3日、国立代々木競技場第一体育館）[56]
- 第40回 マイナビ 東京ガールズコレクション 2025 SPRING/SUMMER（2025年3月1日、国立代々木競技場第一体育館）[57]
- CREATEs presents IDOL RUNWAY COLLECTION 2025 Supported by TGC（2025年3月2日、国立代々木競技場第一体育館）[58]

### WEB
- 週刊ヤングジャンプ 本誌未公開フォト（2012年、集英社）- アオハル発売直前スペシャルグラビア『アオハルジカン』[59]
- 週刊ヤングジャンプ 本誌未公開フォト（2012年、集英社）- アオハルbitterスペシャルグラビア『アオハルジカン』[60]
- アオハルオンライン（2012年 - 2013年、集英社）

### MV
- 3markets［］「たからくじ」（2020年）[61]
- HAN-KUN「君となら…feat.Ryoji」（2024年）[62]

### インターネットラジオ
- ラジカントロプス2.0 第342回 鎮西寿々歌のラジカントロプス2.0（2014年、ラジオ日本）[63]
- オーガニック オカルト アワー!（2020年12月 - 、AuDee ラジオ）[64]

## 作品

### 服飾デザイン
- 鎮西寿々歌×KANGOL REWARD コラボアイテム Camera半袖トレーナー（2018年4月）
- 鎮西寿々歌×KANGOL REWARD コラボアイテム Signature半袖トレーナー（2018年4月）
- 鎮西寿々歌×KANGOL REWARD コラボレーション第二弾 コラボプルオーバーパーカー（2019年2月）
- 鎮西寿々歌×KANGOL REWARD コラボレーション第二弾 コラボ半袖Tシャツ（2019年2月）

## 書籍

### 雑誌連載
- ViVi（2025年9月号 - 、集英社）- 専属モデル[3]

### デジタル写真集
- 「resonance 鎮西寿々歌」（2020年12月25日、JUPIMAR）

### 関連書籍
- 週刊ヤングジャンプ（2012年、集英社）- アオハル発売直前スペシャルグラビア『アオハルジカン』[65]
- 週刊ヤングジャンプ増刊「アオハル "sweet"」（2012年、集英社）[66]
- 週刊ヤングジャンプ（2012年、集英社）- アオハルbitterスペシャルグラビア『アオハルジカン』[67]
- 週刊ヤングジャンプ増刊「アオハル "bitter"」（2012年、集英社）
- ガールズフォトの撮り方 青山 裕企著（2012年、誠文堂新光社）- アオハルsweetメイキング[68]
- 週刊ヤングジャンプ増刊「アオハル」（2013年、集英社）[69]
- ヤングガンガン（2014年、スクウェア・エニックス） - ブレイクガールズ2014